# Langer Markt
Der Lange Markt in Danzig (auf Polnisch: Długi Targ) ist ein seit dem 17. Jahrhundert bestehender Platz, an dem wohlhabende Danziger Bürger wohnten. Am Langen Markt befinden sich das Rechtstädtische Rathaus, der Artushof und das Speymannhaus. Das Grüne Tor schließt ihn auf der Ostseite zur Mottlau mit der grünen Brücke ab. Am Westende steht der Neptunbrunnen.
Der Lange Markt ist die Verlängerung der Langgasse, durch die die polnischen Könige in die Stadt einzogen.

## Ansichten

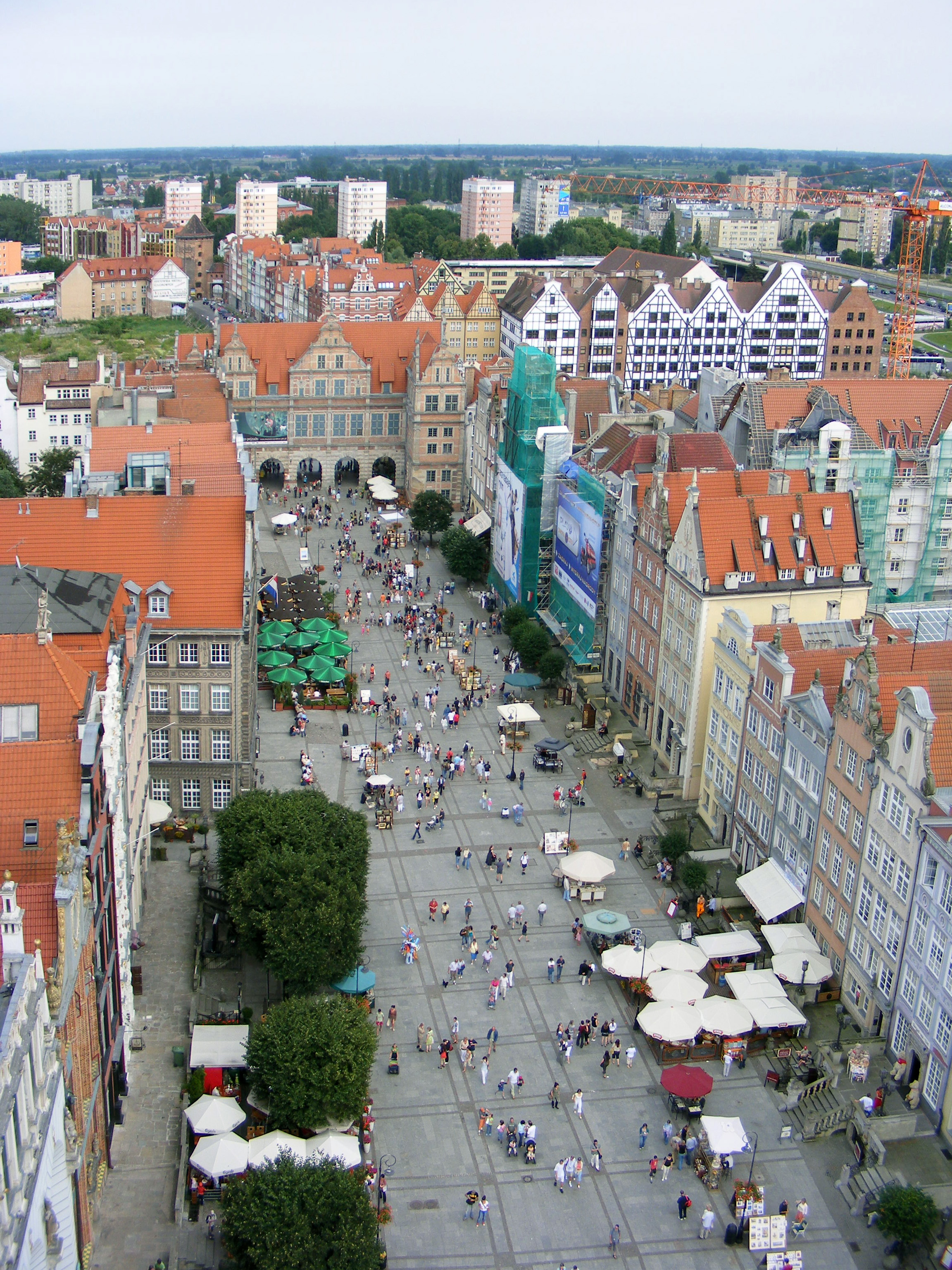
Langer Markt vom Rechtstädtischen Rathaus
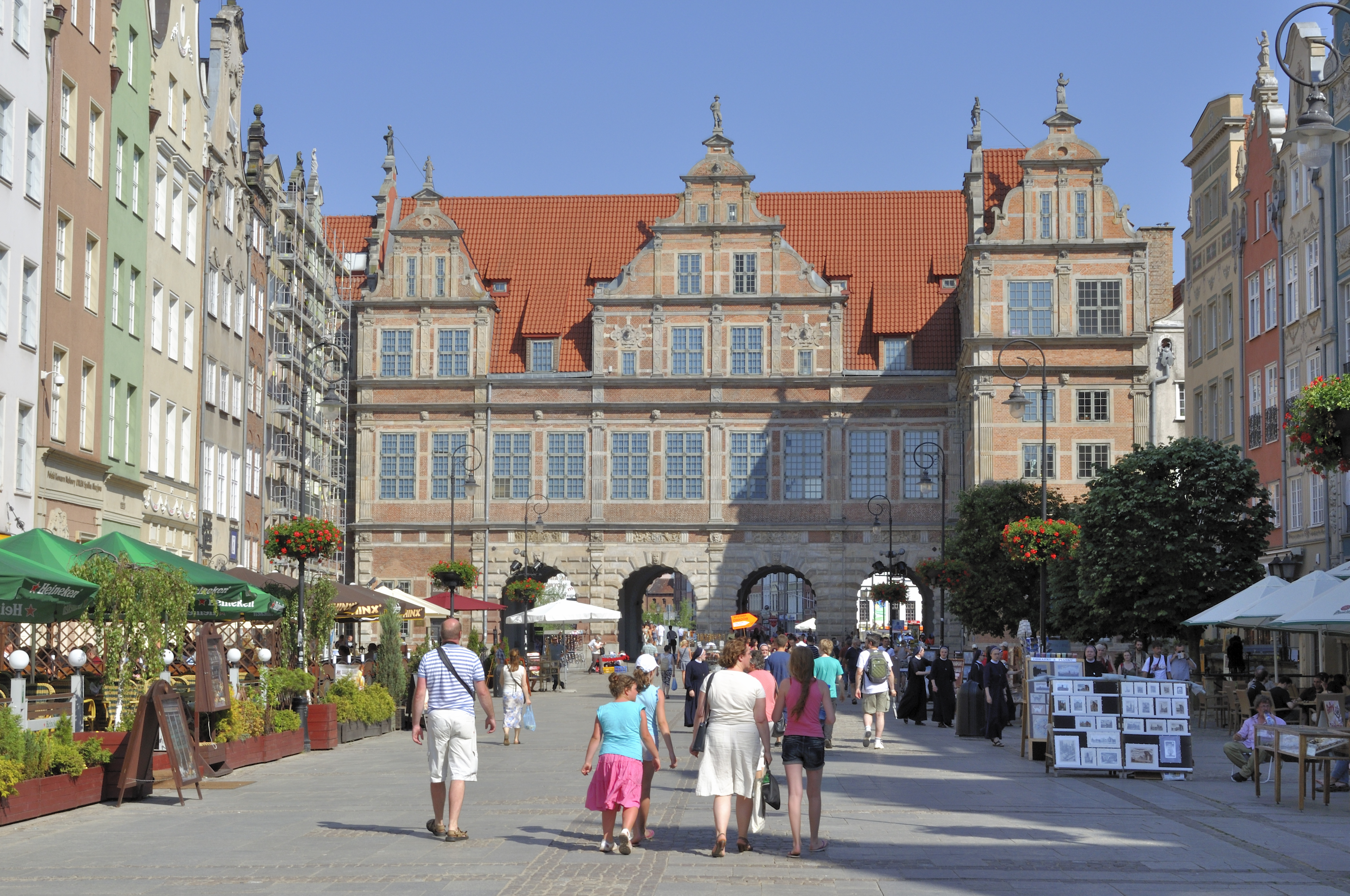
Langer Markt, Blick auf das Grüne Tor
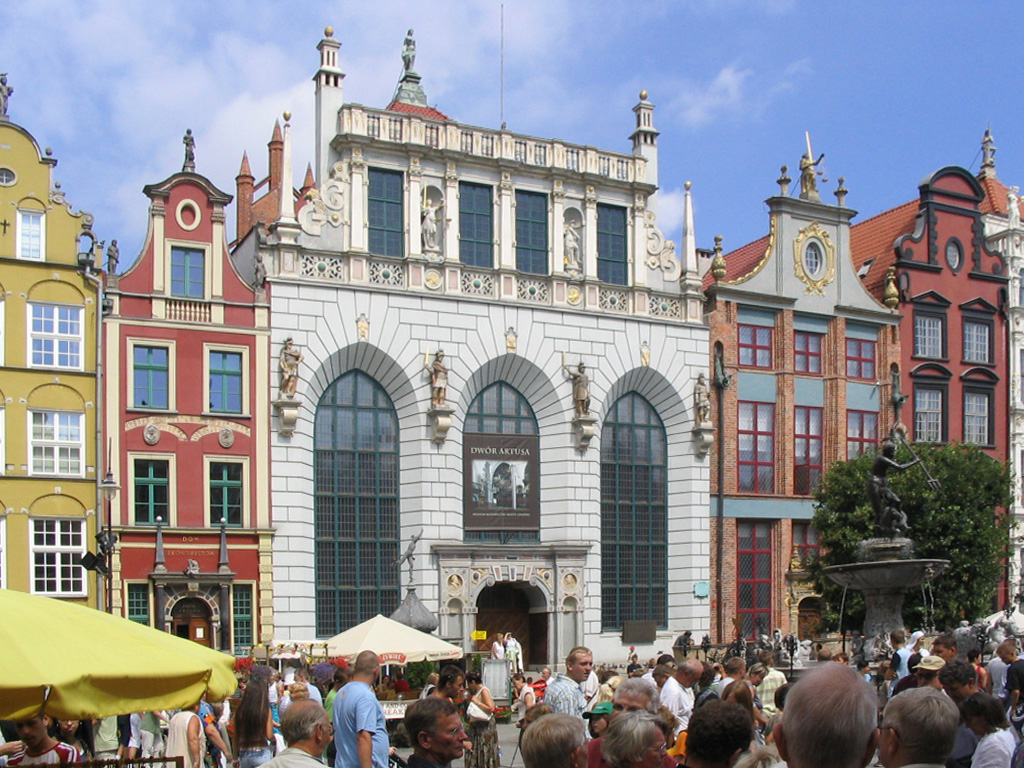
Artushof
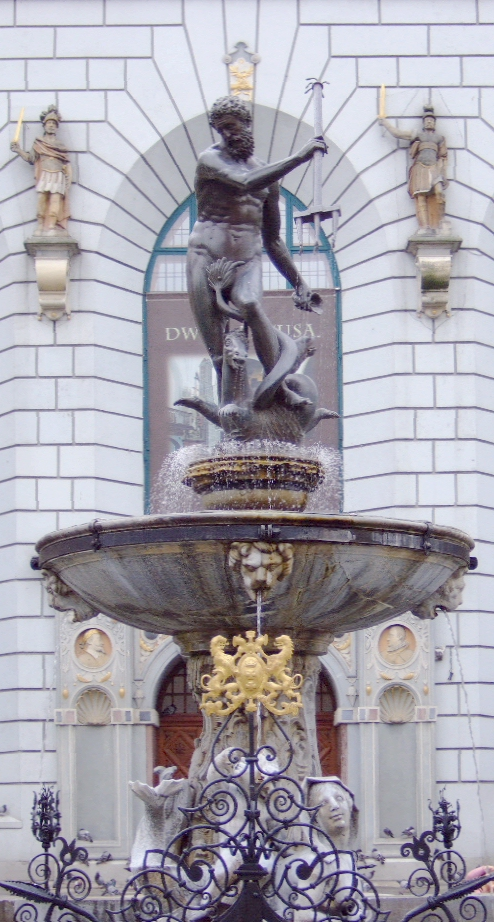
Neptunbrunnen
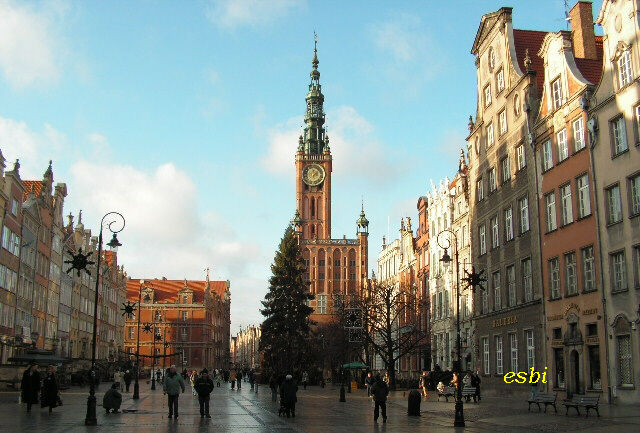
Rechtstädtisches Rathaus
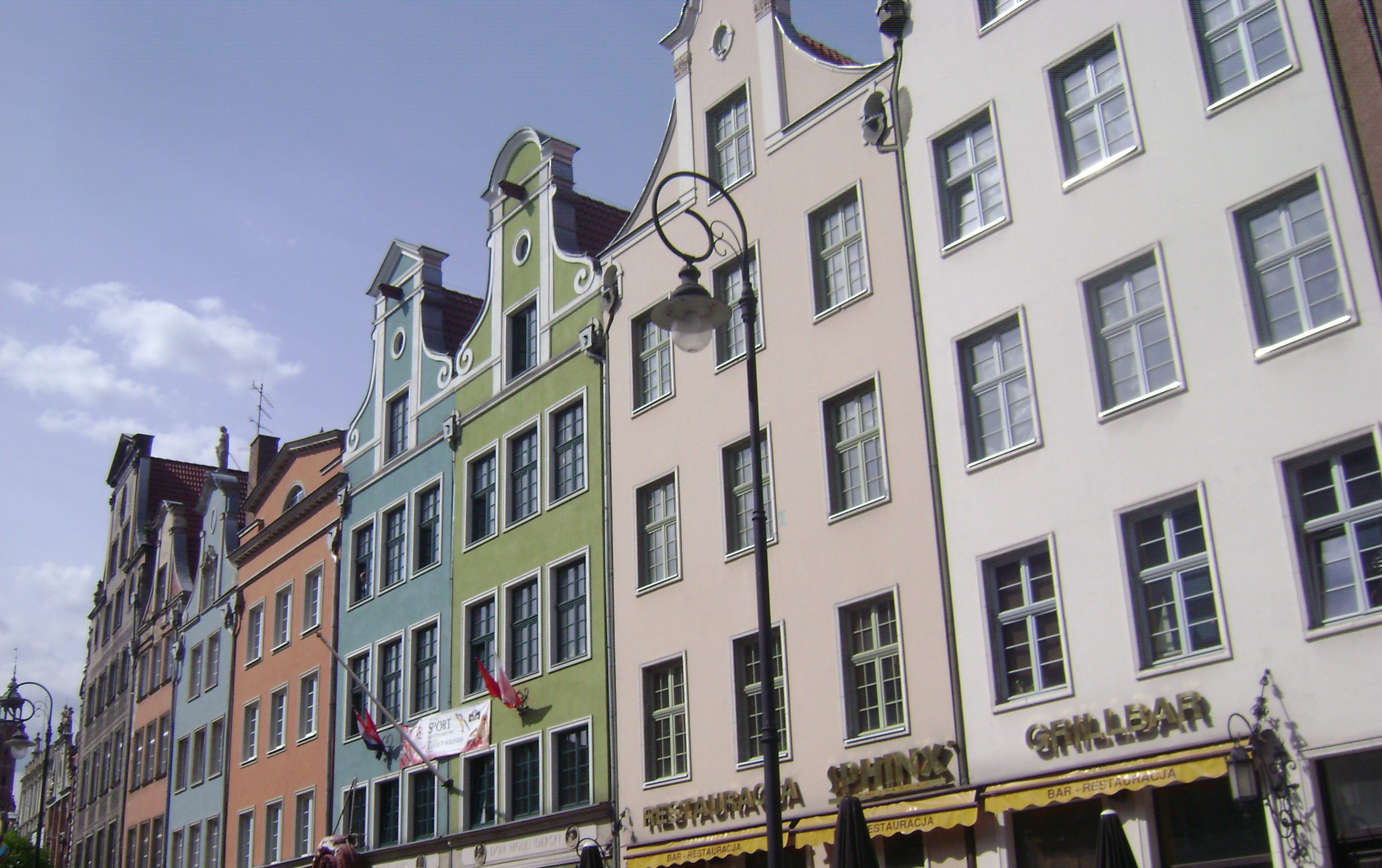
Langer Markt